# Прва машина која се могла програмирати

## Прва машина која се могла програмирати
Оно што је изузетно код данашњих раунара јесте то што могу да се програмирају за извршавање потпуно различитих задатака. Ипак, ако се запитамо шта може да се прогласи за прву машину која се могла програмирати (или, како се то још зове – програмибилна машина), то уопште није био рачунар. Морамо се вратити кроз историју на француски двор и сетити се да су тамо зидови били прекривени тканинама са цветним дезенима или неким шарама. Ове тканине су прављене на великим разбојима ручно, одређивали шаре провлачењем нити различите боје. На самом почетку 19. века Жозеф Мари Жакар осмислио је разбој који је олакшао и аутоматизовао овај процес. Разбој је примао бушене картице на којима је распоред шара одређивао шару која се тка. Тако да је овај ткачки разбој био прва машина која се могла програмирати, и то тако да што се програм уносио на бушене картице и убацивао у машину. Бушене картице су се користиле веома дуго за убацивање програма и података у рачунар - све до 1980-их.

## Идеја рачунара која се могла програмирати
Жакаров разбој је био прва машина која се могла програмирати, али се не може сматрати првим програмибилним рачунаром. Већина људи мисли да ера савремених рачунара почиње негде 30-их или 40-их година 19. века. Чарлс Бебиџ је осмислио неколилко рачунарских машина. Једна од њих је била диференцна машина , која је служила за табелирање вредности математичких функција. Неупоредиво је значајнија аналитичка машина, која је први икада осмишљени рачунар, а не калкулатор, у пуном данашњем смислу те речи. Рачунар је имао складиште (меморију) за податке (децимално записане бројеве) и млин (процесор) који је могао да обавља основне аритметичке операције (+, -, *, /). Програми су се убацивали коришћењем бушених картица какве је користио Жакар. У писању програма му је помагала Ада Лавлејс , ћерка Лорда Бајрона, која се сматра првим програмером у историји. Нажалост, Бебиџ није успео да реализује ниједну машину коју је осмислио јер технолиогија тог доба то није дозвољавала. 

## Шта рачунари не могу
Наредни велики корак на путу ка савременим програмибилним рачунарима учинио је британски математичар Алан Тјуринг. Иако је ефективно учествовао у изради неколико веома значајних рачунских машина и рачунара, његовим најважнијим доприносом рачунарству често се сматра то што нас је научио шта рачунари не могу и шта највероватније никад неће моћи. Дефинисао је универзалну Тјурингову машину – изузетно једноставан теоретски модел рачунара. Показало се, помало изненађујуће да тако једноставан рачунар може да израчуна све оно што могу да израчунају сви програмибилни рачунари икада направљени – и они из прошлости и ови данашњи. Такође, се показало да постоје проблеми који не могу да се реше коришћењем ове машине и стога се не могу решити ни данашњим рачунарима.